# Wagga Wagga (LGA)
City of Wagga Wagga is een Local Government Area (LGA) in Australië in de staat New South Wales. City of Wagga Wagga telt 62.904 inwoners. De hoofdplaats is Wagga Wagga.

## Plaatsen
City of Wagga Wagga omvat onder andere de volgende plaatsen:
- Collingullie
- Humula
- Ladysmith
- Mangoplah
- Tarcutta
- Uranquinty
- Wagga Wagga